# Helina montana
Helina montana är en tvåvingeart som först beskrevs av Camillo Rondani 1866.  Helina montana ingår i släktet Helina och familjen husflugor. Inga underarter finns listade i Catalogue of Life.